# Acrocephalus baeticatus
El carricero africano (Acrocephalus baeticatus) es una especie de ave paseriforme de la familia Acrocephalidae propia del África subsahariana. Es un pájaro migratorio dentro del continente, con una población de cría en el sur que se traslada a los trópicos durante el invierno del hemisferio sur. Esta es una especie común de las zonas pantanosas, con  exuberante vegetación de juncos o cañas. 

## Descripción
Es un pájaro pequeño con una  frente algo aplastada, tiene 13 cm de largo y pesa alrededor de 11 gm. Su parte superior es de color marrón intenso. Las partes inferiores son de color blanco, con un color rojizo en los flancos. El pico fuerte tiene una mandíbula ligeramente curvada, que es de color amarillo opaco con una base amarilla. Las patas son de color negro y los ojos son de color marrón. Los sexos son similares en apariencia.